# پیک لا سل
پیک لا سل (به لاتین: Pic la Selle) یک کوه در هائیتی است که در Croix-des-Bouquets Arrondissement واقع شده‌است. پیک لا سل ۲٬۶۸۰ متر بالاتر از سطح دریا واقع شده‌است.